# 미셸 페이지
미셸 페이지(영어: Michelle Page, 1987년 1월 19일 ~ )는 미국의 배우이다. 여러 드라마에 조단역으로 출연했다. 텍사스주 포트워스에서 태어났다.

## 영화
- 더 파티 이즈 오버 (2015년)
- 로그 리버 (2012년) - 마라 역
- 스매쉬 (2012년)
- 스크랩 (2011년) - 에바 역
- 센서드 (2009년) - 타라 역
- 커쉬 (2007년)
- 서브라임 (2007년)
- 나는 누가 날 죽였는지 알고 있다 (2007년)
- 위험한 독신녀 2 (2005년)
- 미스 에이전트 2: 라스베가스 잠입사건 (2005년)